# OpenType
OpenType — формат файла шрифтов, поддерживающий Unicode-кодировку. Обладает бо́льшими (по сравнению с TrueType) возможностями допечатной подготовки и меньшим размером файла при одинаковом количестве содержимых литер.
Разработан совместно Microsoft и Adobe на основе TrueType, сохранив базовую структуру и расширяя структурами для типографических особенностей.
Файлы имеют расширение .ttf (шрифты, основанные на TrueType) или .otf (шрифты, основанные на PostScript).

## История
В начале 1990-х годов Microsoft неудачно попыталась получить  лицензию на технологию типографики GX Typography от Apple. Вследствие этого в 1994 году была разработана собственная технология TrueType Open. Adobe поддержали технологию в 1996 году, добавив поддержку технологии глифов в шрифтах Type 1 font.
Microsoft и Adobe стремились реализовывать технологии как TrueType, так в PostScript.
Название OpenType было выбрано для комбинированных технологий двух компаний и анонсировано в 1996 году.

### Открытый формат шрифтов (Open Font Format)
Adobe и Microsoft продолжали разрабатывать и совершенствовать OpenType в течение десятилетия.
Затем, в конце 2005 года, OpenType начала миграцию на открытый стандарт в рамках ISO в группе MPEG, которая ранее (в 2003 году) приняла OpenType 1.4 по ссылке для MPEG-4.
Принятие нового стандарта в результате формального утверждения в марте 2007 г. в качестве стандарта ISO / IEC 14496-22 (MPEG-4 часть 22) под названием Open Font Format.
Исходный стандарт был технически эквивалентен спецификации OpenType 1.4 с соответствующими изменениями языка для ISO.

## Преимущества
- OpenType поддерживает Unicode: шрифты могут содержать свыше 65 000 символов, включая все западные символы, а также не-западные (например японские или китайские) символы.
- Шрифты OpenType могут эффективно сжиматься. Меньший размер файла шрифта облегчает его внедрение в другие файлы. Это полезно для PDF-файлов и для веб-страниц. Техника сжатия зависит от типа шрифта OpenType. Для сжатия шрифтов PostScript OpenType применяется Adobe Compact Font Format (CFF). Для сжатия шрифтов TrueType OpenType применяется Agfa MicroType Express.
- Улучшенная типографика: шрифты OpenType могут включать широкий набор глифов, включая лигатуры, дроби, исторические символы (числа старого стиля, капительные символы) и другие. Они допускают автоматическую замену определённых символов на них.
- Шрифты OpenType могут содержать несколько вариантов оптических размеров шрифта внутри одного семейства шрифтов, при этом шрифты разного размера основываются на разных наборах векторных контуров, для улучшенного отображения на экране и повышенной читаемости символов малого размера.
- Улучшенный кернинг: символы с однотипной формой (например, левый край символов c, e, d) могут кернинговаться идентично. Это уменьшает размер таблицы кернинга и расширяет число кернинговых пар.

## Данные, включаемые в файл шрифта
Технически шрифт OpenType — комбинация векторных данных (в форматах PostScript или TrueType, как сказано выше) и других данных, которые объединены в серию таблиц. Эти таблицы содержат следующую информацию:
- Заголовок включает общую информацию, такую как имя файла, версия, даты создания и модификации и др.
- Таблица отображения символов на глифы (cmap) документирует соотношения между символами и формой символов (глифами). Поддерживаются:
  - традиционные кодировки ISO
  - кодировки от Adobe и Apple
  - кодировки Unicode.
- Таблица имен определяет имя шрифта, семейство, к которому он относится и тип шрифта.
- Другие таблицы содержат векторные данные (глифы).
  - PostScript-данные включаются в таблицу 'cff'. В этом случае используются данные Type 2, которые более компактны, чем хорошо известный формат Type 1.
  - Для символов, которые определены, используя формат TrueType, используется таблица 'glyf'.
- Advanced Typographic Tables содержат необходимые данные для поддержки дополнительных типографических возможностей OpenType.
- Шрифты OpenType также могут содержать растровые шрифты. Это иногда используется для очень сложных глифов или шрифтов очень малого кегля. Растровые данные содержатся в трех таблицах 'bitmap glyphs'.
- Таблица 'digital signature' содержит цифровую подпись создателя шрифта, которую можно использовать для проверки того, не был ли шрифт модифицирован.

## Особенности шрифта
В шрифтах формата OpenType есть особенности (англ. feature). Например, особенность Contextual Alternates отвечает за изменение начертания одной литеры (буквы) в зависимости от контекста.

## Возможности OpenType в браузерах
В спецификации CSS3 появилась поддержка «особенностей» (англ. feature) шрифта, при помощи свойств font-feature-settings и font-variant.
На момент 2017 года, почти все браузеры поддерживают эту технологию.
| Обычные дроби: 123/456; и дроби Open Type: 123/456 Маюскульные цифры: 1234567890; и минускульные: 1234567890 Без лигатур: The fix was in for the five flirting fleurons; и с лигатурами: The ﬁx was in for the ﬁve ﬂirting ﬂeurons Без капители с капителью | Демонстрация работы особенностей шрифта формата OpenType. |
| Работа вашего браузера | Снимок экрана того, как должно выглядеть.                 |